# 載容
貝勒銜敏恪貝子載容（穆麟德轉寫：dzai žung；1824年9月17日—1881年3月20日），貝勒奕亨第四子，母側室康氏，其父為康玉成，和親王系第六代。
他在道光四年閏七月（1824年）出生，道光十二年閏九月（1832年）接替父親成為和親王第六代，但因為和親王並非世襲罔替的爵位，因此他的封爵只是貝子。
同治十一年九月（1872年）朝廷賞賜他貝勒頭銜，至光緒七年二月（1881年）他去世，虛齡五十七岁，由長子溥廉襲封和親王系第七代，不過需遞降至奉恩鎮國公襲封。